# Idioma ngarinyeri
Ngarrindjeri, también escrito Narrinyeri, Ngarinyeri y otras variantes, es el idioma de los Ngarrindjeri y pueblos relacionados del sur de Australia del Sur. Un estudio de 2002 ha distinguido cinco dialectos: Warki, Tanganekald, Ramindjeri, Portaulun and Yaraldi (o Yaralde Tingar).

## Resumen
El ngarrindjerri es una lengua pama-ñungana. McDonald (2002) distingue cinco dialectos: Warki, Tanganekald, Ramindjeri, Portaulun y Yaraldi.
El tanganekald, también conocido como Thangal, se encuentra extinto.

## Estado y reactivación
En 1864, la publicación de la Ngarrindjerri Biblia fue la primera vez que se tradujeron porciones de la Biblia a una idioma aborigen. 8 Génesis 2:8 sigue en Ngarrindjerri de la traducción de 1864 y una traducción literal al inglés.
"Jehovah winmin gardenowe Edenald, kile yuppun ityan korn gardenungai." 
"Jehová Dios plantó un jardín en Edén, hacia el oriente, y allí puso al hombre que había formado."
El último hablante fluido de ngarrindjerri murió en la década de 1960, pero ha habido intentos de revivir el idioma en el siglo XXI, incluido el lanzamiento de un diccionario de ngarrindjeri en 2009.  El trabajo de los luteranos misioneros Christian Teichelmann y Clamor Schürmann en los primeros días de la colonización de Australia Meridional ha contribuido enormemente al renacimiento tanto del idioma ngarrindjeri como del Kaurna.
Había 312 hablantes de Ngarrindjerri registrados en el censo australiano de 2016.
En 2019 se publicó una segunda edición del diccionario, con 500 palabras adicionales, lo que eleva el total a 4200. El aborigen ngarrindjeri Phyllis Williams ha estado colaborando con la lingüista Mary-Anne Gale durante muchos años, enseñando el idioma a adultos y desarrollando recursos para ayudar al resurgimiento del idioma.
La tercera edición ampliada del diccionario, nuevamente compilada por Gale y Williams, fue publicada por AIATSIS en 2020. Se han agregado cientos de palabras nuevas, incluidas palabras para elementos que no existían en el siglo XIX, como "panel solar".
En 2021, los primeros estudiantes del primer curso de capacitación especialmente diseñado para la enseñanza de lengua aborigen, a cargo del Colegio Aborigen Tauondi en Port Adelaide, se graduaron y están ahora pueden transmitir sus habilidades a la comunidad. El lingüista de la Universidad de Adelaida Robert Amery y su esposa, Mary-Anne Gale, han ayudado a impulsar el proyecto.
El grupo musical Deadly Nannas (Nragi Muthar) ha estado escribiendo y cantando canciones en ngarrindjerri e inglés, y usándolas para ayudar a enseñar el idioma en escuelas y otros lugares.

## Nombre
El lingüista Ghil'ad Zuckermann sugiere que la pronunciación original de Ngarrindjeri tenía dos consonantes róticas distintas: la primera era rr (como en italiano) y la segunda era  r (como en inglés).: 198  Sin embargo, en Ngarrindjeri revitalizado, ambas róticas "se pronuncian a diferencia del inglés".: 198  Zuckermann analiza este fenómeno como sobreaplicado, hipercorrecto "emblematicidad" debido a Otros: los revivalistas de Ngarrindjeri están tratando de definirse a sí mismos frente al "Otro", distanciándose de "la lengua materna de los colonizadores, el inglés australiano" (incluso a costa de perder uno de sus propios róticos originales).: 198 
Otros nombres incluyen Jarildekald, Jaralde, Yarilde, Yarrildie, Jaraldi, Lakalinyeri, Warawalde, Yalawarre, Yarildewallin (aunque como se mencionó anteriormente, Yaraldi se considera un dialecto).
Berndt, Berndt & Stanton (1993) escribieron: "La categorización tradicional apropiada de todo el grupo era Kukabrak: este término, como mencionamos nuevamente más adelante, fue utilizado por estas personas para diferenciarse de los vecinos a quienes consideraban sociocultural y lingüísticamente diferentes. Sin embargo, el término Narrinyeri ha sido utilizado constantemente en la literatura y por los aborígenes de hoy en día que reconocen una descendencia común de los habitantes originales de esta región, a pesar de que sus etiquetas de identificación tradicionales se han perdido".

## Lenguaje de señas
El Yaralde tenía el lenguaje de señas aborigen australiano más meridional atestiguado.

## Algunas palabras
Las siguientes palabras son del idioma Ngarrindjeri:
- kondoli – 'ballena'
- korni/korne – 'hombre'
- kringkari, gringari – 'hombre blanco'
- muldarpi/mularpi – 'Espíritu deslumbrante de brujos y extraños.'
- yanun – hablar'

Estas son palabras para animales extintos desde la colonización europea:
- maikari – ualabí oriental
- rtulatji – ualabí de Grey
- wi:kwai – Chaeropus

## Phonology

### Consonants
|             | Periferal | Periferal | Laminal | Laminal  | Apical     | Apical |
| Labial      | Velar     | Palatal   | Dental  | Alveolar | Retrofleja |        |
| ----------- | --------- | --------- | ------- | -------- | ---------- | ------ |
| Oclusiva    | p         | k         | c       | t̪        | t          | ʈ      |
| Nasal       | m         | ŋ         | ɲ       | n̪        | n          | ɳ      |
| Lateral     |           |           | ʎ       | l̪        | l          | ɭ      |
| Rótica      |           |           |         |          | r          | ɽ      |
| Aproximante | w         |           | j       |          |            |        |

- /r/ se puede escuchar como un toque y aproximado, como alófonos [ɾ, ɹ].

### Vowels
|         | Anterior | Central | Posterior |
| ------- | -------- | ------- | --------- |
| Cerrada | i        |         | u         |
| Media   | e        |         | o         |
| Abierta |          | a       |           |

| Vocal | Alófonos           |
| ----- | ------------------ |
| /i/   | [i], [ɪ], [ɨ]      |
| /e/   | [e], [ɛ], [æ]      |
| /a/   | [a], [ɐ], [ʌ], [ɑ] |
| /o/   | [o], [ɔ], [ɒ]      |
| /u/   | [u], [ʊ], [ʉ]      |

- / i / cuando precede a una consonante retrofleja, se puede escuchar como [ɨ] central
- /u/ cuando ocurre después de una consonante trino en sílabas cerradas se puede escuchar como central [ʉ]
- También se puede escuchar un sonido medio /ə/ en varias posiciones silábicas.